# Costume de Lindhorst
 (signalé en mai 2025).
Si vous disposez d'ouvrages ou d'articles de référence ou si vous connaissez des sites web de qualité traitant du thème abordé ici, merci de compléter l'article en donnant les références utiles à sa vérifiabilité et en les liant à la section « Notes et références ».
- Archive Wikiwix
- Bing
- Cairn
- DuckDuckGo
- E. Universalis
- Gallica
- Google
- G. Books
- G. News
- G. Scholar
- Persée
- Qwant
- (zh) Baidu
- (ru) Yandex
- (wd) trouver des œuvres sur Wikidata

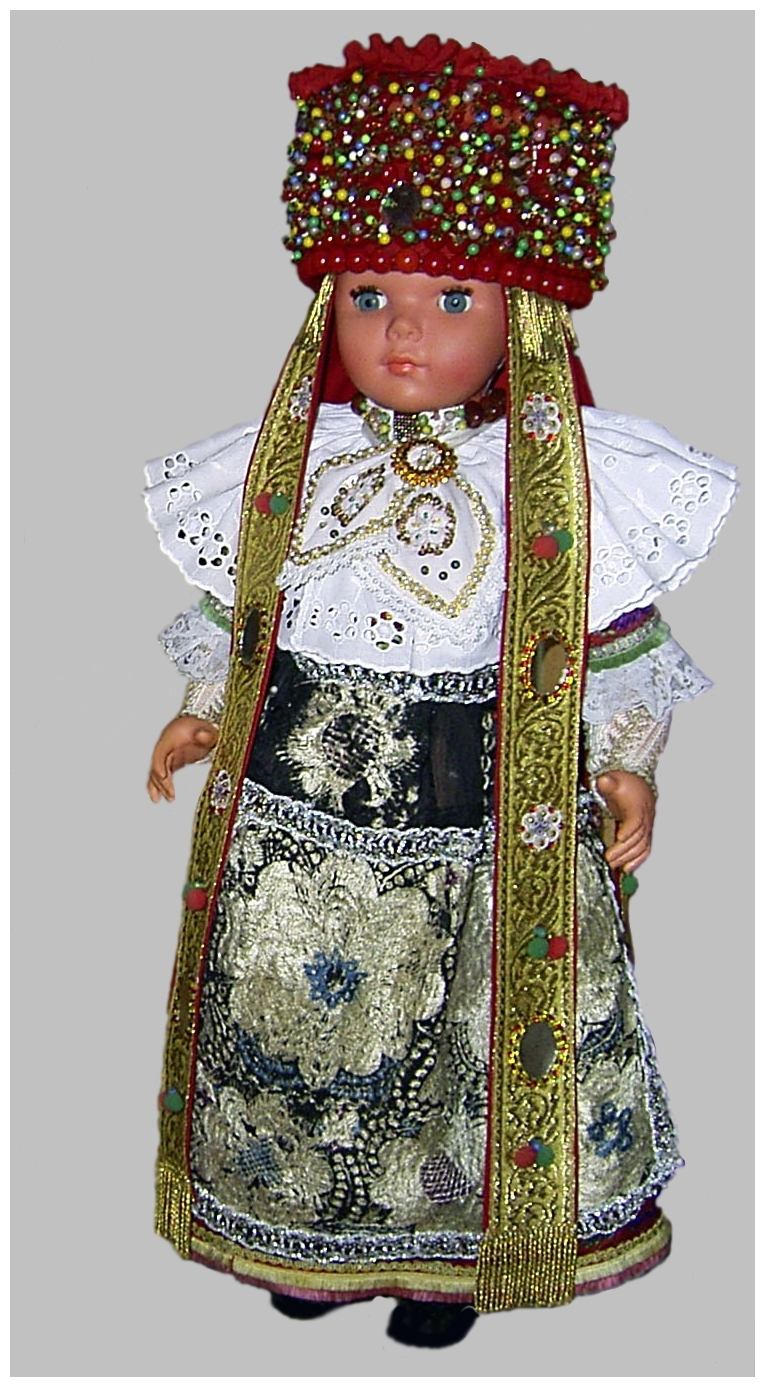
Costume de mariée de la variante de la région de Hohnhorst

Le costume de Lindhorst (Lindhorster Tracht; en bas allemand: Österten Dracht) est un costume traditionnel allemand porté à l'est de l'arrondissement de Schaumbourg, en Basse-Saxe, de Bad Nenndorf à Lindhorst en passant par Stadthagen.

## Description
Le costume féminin de fête est caractérisé par sa jupe rouge descendant aux chevilles avec un grand galon (le Want) de soie en bas de la jupe et un long tablier de couleur aux grands motifs floraux et aux riches bordures. Le corsage (Bostdauk) est porté sans manches avec un volant de brocart en pointe par-dessus qui couvre les épaules qui peut être également en dentelles pour les jeunes filles. Les avant-bras son recouverts de manchettes de coton brodé (Händschen). Le col est caché par une grande fraise blanche ((Hälschen) empesée. 
C'est la coiffe noire qui est la plus spectaculaire. La chevelure est ramenée en chignon caché sous le Dutt de la coiffe (Punzmüssen) rigide au bord haut sur le front avec deux grands rubans noirs dans le dos et reliée sous le menton par deux pans de ruban noir noués en un large nœud. Elle est rouge et le bord frontal de la coiffe est orné de perles de verroteries pour le mariage avec des rubans de brocart doré.
Le costume masculin comporte une chemise de lin blanc à col pointu, un nœud noir à deux bords servant de cravate, un gilet noir avec ou sans manches, et une capote (Kaput) à deux rangées de boutons. La culotte de peau avec des boutons de cuivre jaune est portée avec des bas blancs et des souliers noirs. Le couvre-chef est soit un bonnet en pointe (Pingelmüssen), soit un bonnet de fourrure (Ruemüssen) et pour l'église un petit chapeau de feutre noir (Kerkenhaut).

## Source de la traduction
- (de) Cet article est partiellement ou en totalité issu de l’article de Wikipédia en allemand intitulé « Schaumburger Tracht » (voir la liste des auteurs).